# Slimhinde
En slimhinde er en biologisk membran, der beklæder de forskellige hulrum i kroppen og dækker overfladerne på de indre organer. Slimhinder har forskellige opbygninger afhængig af funktion men består generelt af et eller flere lag af epitelceller på lag af bindevæv. De er af endodermisk oprindelse og findes i et kontinuum med huden ved de forskellige kropsåbninger, som ved øjet, øret, indersiden af næsen, indersiden af munden, læber, vagina, urinrør samt anus. Nogle slimhinder udskiller slim, en tyk beskyttende væske. Slimhindens funktion er at stoppe patogener og skidt fra at komme inde i kroppen og forhindre dehydrering af kroppens væv.
En betændelse i slimhindens overflade betegnes katar.